# Le Mesnil-Opac
Le Mesnil-Opac is een plaats en voormalige gemeente in het Franse departement Manche in de regio Normandië en telt 229 inwoners (2005). De plaats maakt deel uit van het arrondissement Saint-Lô.

## Geschiedenis
Le Mesnil-Opac maakte onderdeel uit van het kanton Tessy-sur-Vire tot dat op 22 maart 2015 werd samengevoegd met het kanton Torigni-sur-Vire tot het kanton Condé-sur-Vire. Op 1 januari 2016 fuseerde Le Mesnil-Opac met Chevry en Moyon tot de commune nouvelle Moyon Villages.

## Geografie
De oppervlakte van Le Mesnil-Opac bedraagt 5,6 km², de bevolkingsdichtheid is 40,9 inwoners per km².
De onderstaande kaart toont de ligging van Le Mesnil-Opac met de belangrijkste infrastructuur en aangrenzende gemeenten.

## Demografie
Onderstaande figuur toont het verloop van het inwonertal (bron: INSEE-tellingen).

1. ↑  Populations légales 2018.